# アルテミシオンの海戦
アルテミシオンの海戦（アルテミシオンのかいせん、希語：Ναυμαχία του Αρτεμισίου）は、ペルシア戦争最中の紀元前480年、エウボイア島北端部のアルテミシオン沖でアテナイを中心とするギリシア海軍とアケメネス朝ペルシアの遠征軍の間で行われた海戦である。ヘロドトスの『歴史』に詳しく叙述されている。陸戦（テルモピュライの戦い）においてペルシア遠征軍が勝利したため撤退したが、この海戦ではギリシア艦隊は数で勝るペルシア艦隊とほぼ互角に渡り合った。

## 背景
ペルシア遠征軍の侵攻を知ったギリシア側は、イストモスにおいて会議を開き、陸戦隊をテルモピュライで、ペルシア艦隊をエウボイア島北端のアルテミシオンで迎え撃つことを決議した。テルモピュライ・アルテミシオンの防衛線は、これを突破されると、エウリポス海峡の制海権はペルシア側に奪取され、エウボイア島は孤立、アッティカ以北が完全に制圧されるという戦略的に極めて重要な意味を持っており、ギリシア連合艦隊はマケドニアのテルメ（現テッサロニキ）に布陣した三段櫂船1,207艘、その他の艦船を含めて合計3,000隻を超える大艦隊を迎え撃つことになった。
テルメを出発したペルシア海軍は、10艘の快速船をまずスキアトスに派遣し、警戒にあたっていたトロイゼン、アイギナ、アテナイのギリシア船3隻を拿捕した。スキアトスからの発火信号によってこれを知ったギリシア艦隊は恐慌をきたし、一旦アルテミシオンからカルキスにまで後退した。
ペルシア本隊は、マグネシアの海岸線に沿って南下したが、途中、ヘレスポントス風と呼ばれる猛烈な東風を3日に渡って受け、400隻以上が難破し、数多の兵を失った。ギリシア側は幸運にもカルキスに撤退していたため被害を受けず、また、エボイアの高台に布陣した物見兵がペルシア艦隊の損害をギリシア側に告げたため、彼らはペルシア艦隊がほぼ壊滅したと思って沸き立ち、再びアルテミシオンに布陣した。
ところが、アペタイに停泊したペルシア艦隊はギリシア側の想定を遥かに上回る規模だったため、全軍が恐慌をきたし、総指揮官エウリュビアデスとコリントスの指揮官アデイマントスはアルテミシオンから退避することを主張した。エウボイア島の住人は、これを知ってエウリュビアデスに撤退の撤回を要求したが、聞き入れられなかったため、テミストクレスに賄賂を贈って開戦を懇願した。テミストクレスはこの金の一部をエウリュビアデスとアデイマントスに渡して両者を篭絡し、アルテミシオンでの開戦が決定した。

## 両軍の戦力

### ギリシア艦隊

#### 三段櫂船
| アテナイ軍（2日目の援軍含む）: | 180隻 |
| コリントス軍:                  | 40隻  |
| メガラ軍:                      | 20隻  |
| カルキス軍（アテナイ船籍）:    | 20隻  |
| アイギナ軍:                    | 18隻  |
| シュキオン軍:                  | 12隻  |
| スパルタ軍:                    | 10隻  |
| エピダウロス軍:                | 8隻   |
| エレトリア軍:                  | 7隻   |
| トロイゼン軍:                  | 5隻   |
| ストゥラ軍:                    | 2隻   |
| ケオス軍:                      | 2隻   |
| 合計                           | 324隻 |

#### 50櫂船
| ロクリス・オプンティア軍: | 7隻 |
| ケオス軍:                 | 2隻 |
| 合計                      | 9隻 |

### ペルシア艦隊

#### 三段櫂船
| フェニキア軍（シリア軍含む）: | 300隻  |
| エジプト軍:                   | 200隻  |
| キプロス軍:                   | 150隻  |
| キリキア軍:                   | 100隻  |
| パンピュリア軍:               | 30隻   |
| リキア軍:                     | 50隻   |
| ドリス軍:                     | 30隻   |
| カリア軍:                     | 70隻   |
| イオニア軍:                   | 100隻  |
| アイオリス軍:                 | 60隻   |
| エーゲ海島嶼部の軍:           | 17隻   |
| 合計                          | 1207隻 |

※戦闘の前にヘレスポントス風の影響により、400隻以上が喪失。15隻がギリシア艦隊に拿捕、従って戦闘に参加した艦艇は800以下。

### その他の艦船
30櫂船・50櫂船・馬匹輸送船を含め2000隻近く。ただし、戦闘の前にヘレスポントス風の影響により、かなりの数の船が喪失。

## 戦いの経過
アペタイに停泊したペルシア艦隊はギリシア連合艦隊を認めていたが、正面から攻撃をしかけた場合ギリシア連合艦隊が遁走する可能性があったため、別に200隻の分遣艦隊を編成してこれをエウボイア島東岸沿いに南下させたのちエウリポス海峡を北上し、ギリシア連合艦隊をエウリポス海峡の南北から挟み撃ちにするという作戦を立てた。しかしこの情報はペルシア側に従軍するギリシア人によって漏洩しており、ギリシア連合艦隊は200隻の分遣艦隊を殲滅することで合議した。
翌日の午後、ギリシア連合艦隊はペルシア本艦隊に向けて突撃を開始した。ペルシア艦隊はギリシア連合艦隊が少数であることを侮り、これを包囲する陣を敷いた。しかし対するギリシア連合艦隊は船間突破の戦術を駆使して奮闘、逆にペルシア艦隊は艦船30隻を拿捕されるなど手痛い打撃を受けた。こののち戦いは一進一退の攻防となり勝敗は決せず夜となったためお互い引き上げた。ギリシア連合艦隊は当初の予定通り挟み撃ちを目論むペルシア分遣艦隊への迎撃を行おうと夜半に出港しようとしたが、夜に一帯が猛烈な暴風雨に見舞われたため出港を取りやめた。一方のペルシア分遣艦隊はエレトリア付近で暴風雨に流されてエウボイア島の岸壁に叩きつけられ全滅した。
2日目にはペルシア艦隊は、戦闘を中止して暴風雨で損害した艦隊の復旧に全力を振り向けた。一方のギリシア連合艦隊にはアテナイの船53隻が合流した。これと同時にペルシア分遣艦隊が暴風雨で全滅したとの一報ももたらされ奮起する。そのさなかパトロール中のキリキア船団を殲滅した。
3日目にはペルシア艦隊が三日月型の陣形でギリシア艦隊を包囲するかたちで戦端が開かれた。一方のギリシア連合艦隊もこれを前に進むことで突破を図り双方激戦となった。この戦闘では双方とも同じ数程度の損害を出した。
戦いは3日に渡って行われ、ギリシア連合艦隊は奮闘してペルシア軍と互角に戦ったが、もともと数的に不利であったギリシア連合艦隊は互角といっても戦力低下は著しく、またテルモピュライ陥落の知らせがもたらされ、制海権保持に戦略的な意味を喪失したことから、ギリシア艦隊は戦闘の陣形を保ったままサラミス島に撤退した。

## 戦いの影響
テルモピュライ・アルテミシオンの防衛線を突破されたギリシア側は、戦略上の拠点となるエウリポス海峡を制圧され、アッティカ以北は完全にペルシアの手中に収まった。ペルシア遠征軍は、進路上のポリスを破壊・劫略しつつ、クセルクセス1世率いる本隊がアッティカに侵入してアテナイを目指し、別働隊はパルナッソス山を迂回してデルポイに向かった。
ギリシア艦隊はアルテミシオンから撤退した後、艦隊の集結地をどこにおくかで合議を計った。スパルタ、コリントスなどのペロポネソス半島のポリスは、かねてからイストモス地峡での防衛線構築を主張していたため、躊躇なくイストモスに集結する考えを示したが、アテナイ軍はアテナイ市民の避難を優先させるため、サラミスへの集結を強く要請した。結局、艦隊はサラミス島に集結することになるが、この決定が、ペルシア戦争最大の決戦となるサラミスの海戦の伏線になるのである。